# Hōju-ji

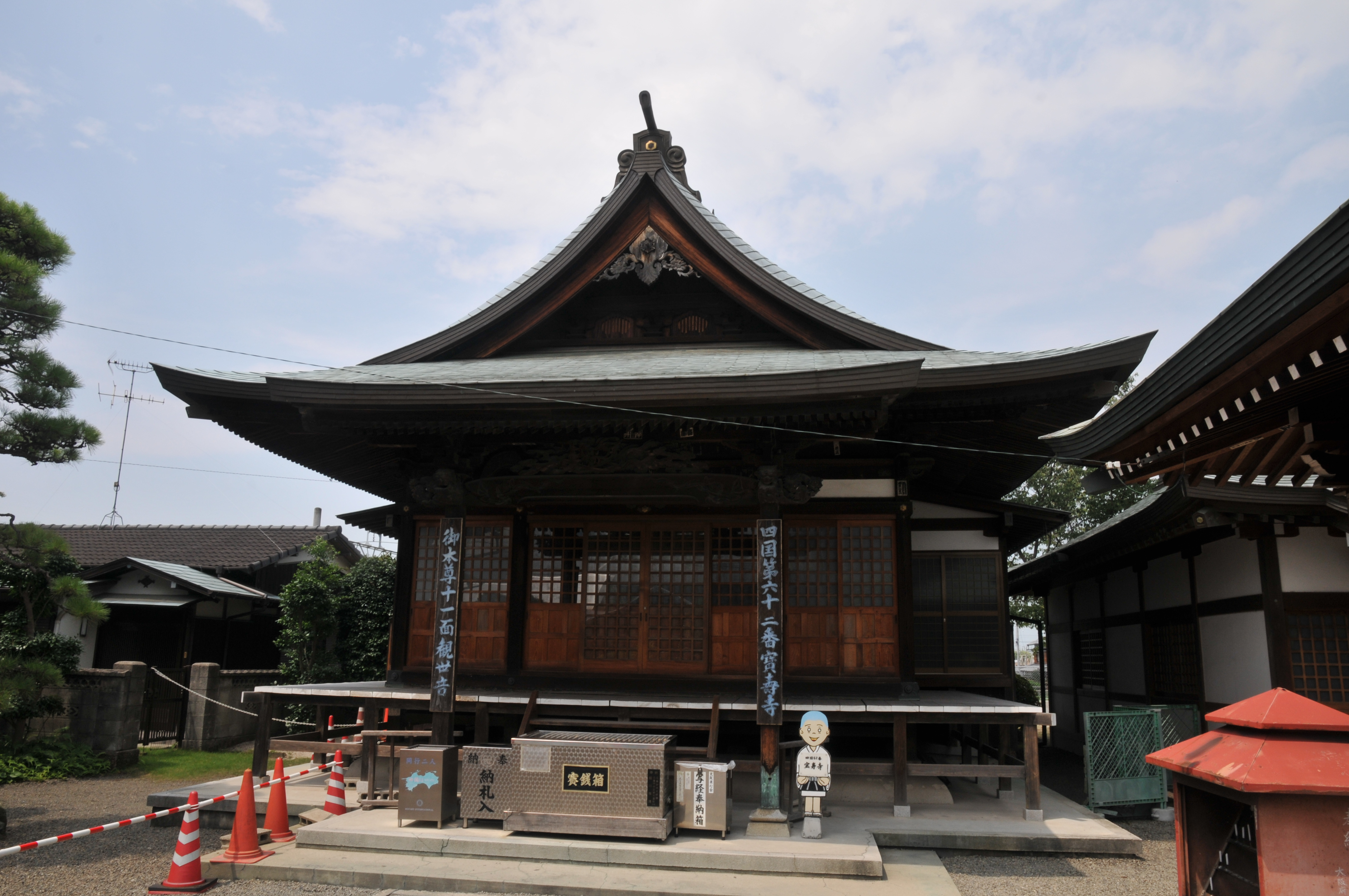
Die Haupthalle des Tempels

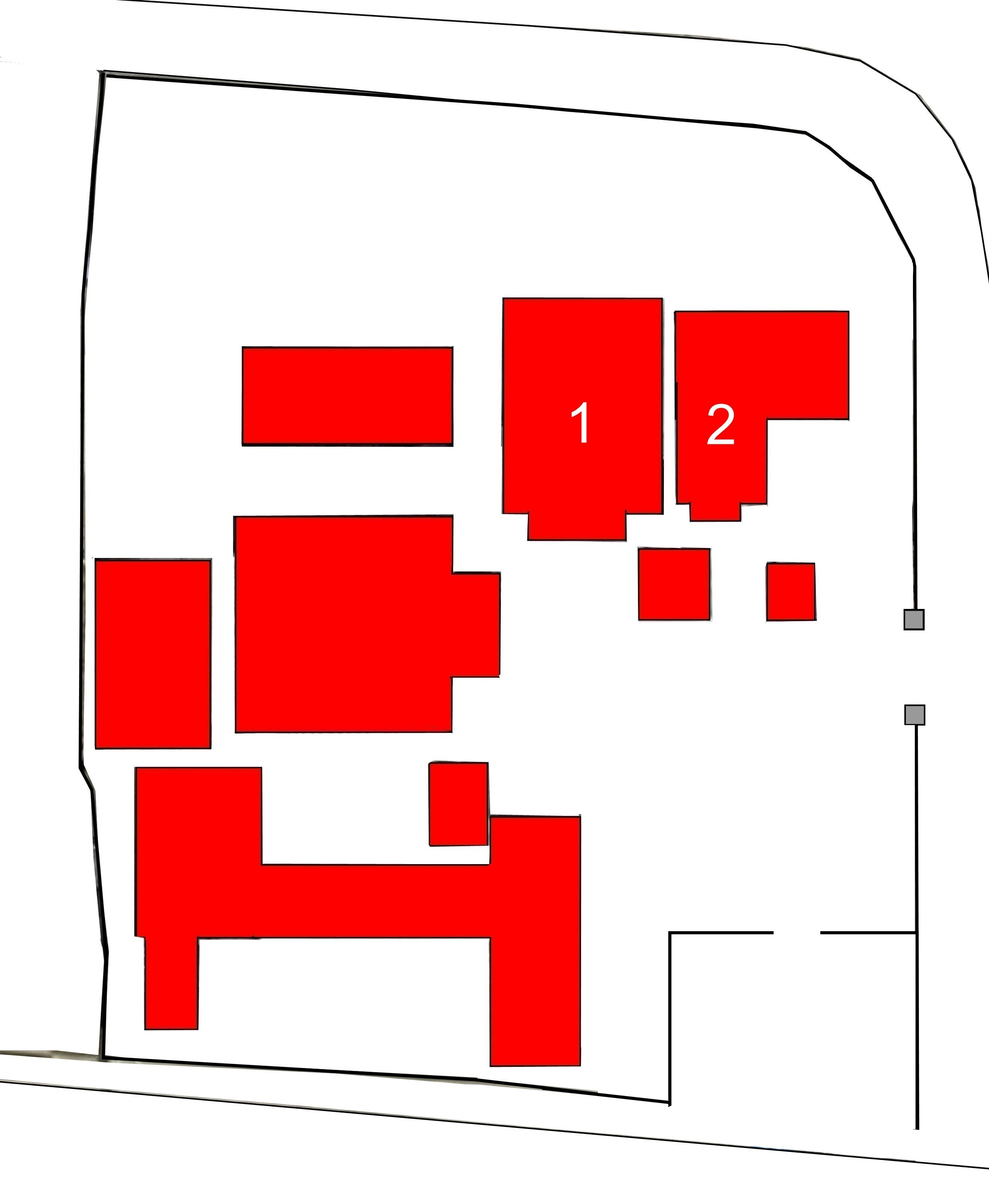
Plan des Tempels (s. Text)

Der Hōju-ji (japanisch 宝壽寺) mit den Go Tenyōzan (天養山) und Kanonin (観音院) ist ein Tempel der Shingon-Richtung des Buddhismus in der Stadt Saijō (Präfektur Ehime). Im Norden grenzt er unmittelbar an die Yosan-Linie in der Nähe des Bahnhofs Iyo Komatsu, im Süden an die Nationalstraße 11. In der traditionellen Zählung ist er der 62. Tempel des Shikoku-Pilgerwegs.

## Geschichte
Der Überlieferung nach wurde der Tempel auf Geheiß des Kaisers Shōmu in der ersten Hälfte des 8. Jahrhunderts angelegt, als dieser sich in „jeder Provinz einen Tempel“ wünschte (諸国一宮; Shoku ichi no mmiya). Damals hieß der Tempel Kongōhō-ji (金剛宝寺). Später kam Priester Kūkai während der Taidō-Ära (806–810) hierher und stiftete dem Tempel eine selbst angefertigte elfköpfige Kannon. Der Tempel erhielt nun seinen heutigen Namen, Hōju-ji. Der Tempel erlitt häufig Schäden durch den nahen Nakagawa-Fluss, wurde aber im Jahr 1145 wiederhergestellt.
Der Tempel blühte weiter, nun zum Ōyamazumi-jinja (大山祇神社) gehörend, bis er bei der Eroberung Shikokus durch Toyotomi Hideyoshi in Schutt und Asche gelegt wurde. 1636 wurde der Tempel durch den pilgernden Priester Yūden (宥伝) an der heutigen Stelle wieder aufgebaut. Nach der Meiji-Restauration wurde er im Rahmen der Trennung von Buddhismus und Shintoismus aufgelöst, wurde aber 1887 wieder errichtet. 
Als 1921 die Yosan-Eisenbahnlinie hier durchgeführt wurde, wurde der Tempel 100 m weiter nach Westen verlegt. Und als die Nationalstraße 11 ausgebaut wurde, ging der südliche Teil des Tempelgeländes verloren.

## Anlage
Der kleine Tempel hat im Osten einen von Steinpfeilern flankierten Eingang. Nach wenigen Schritten hat man rechts die Haupthalle (本堂, Hondō; 1) und rechts daneben die Halle, die dem Tempelgründer gewidmet ist, die Daishidō (大師堂;2), vor sich.

## Bilder

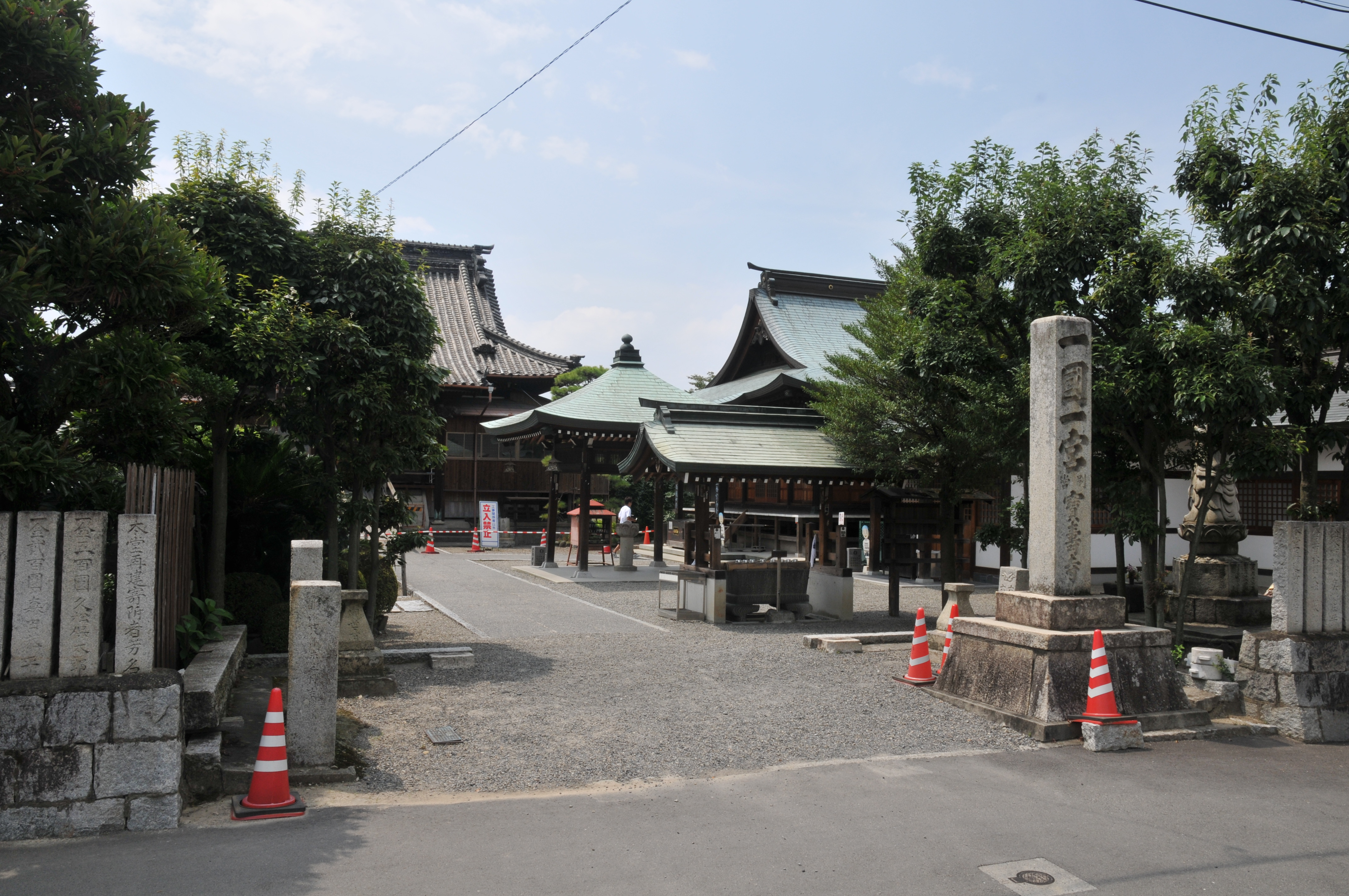
Am Eingang
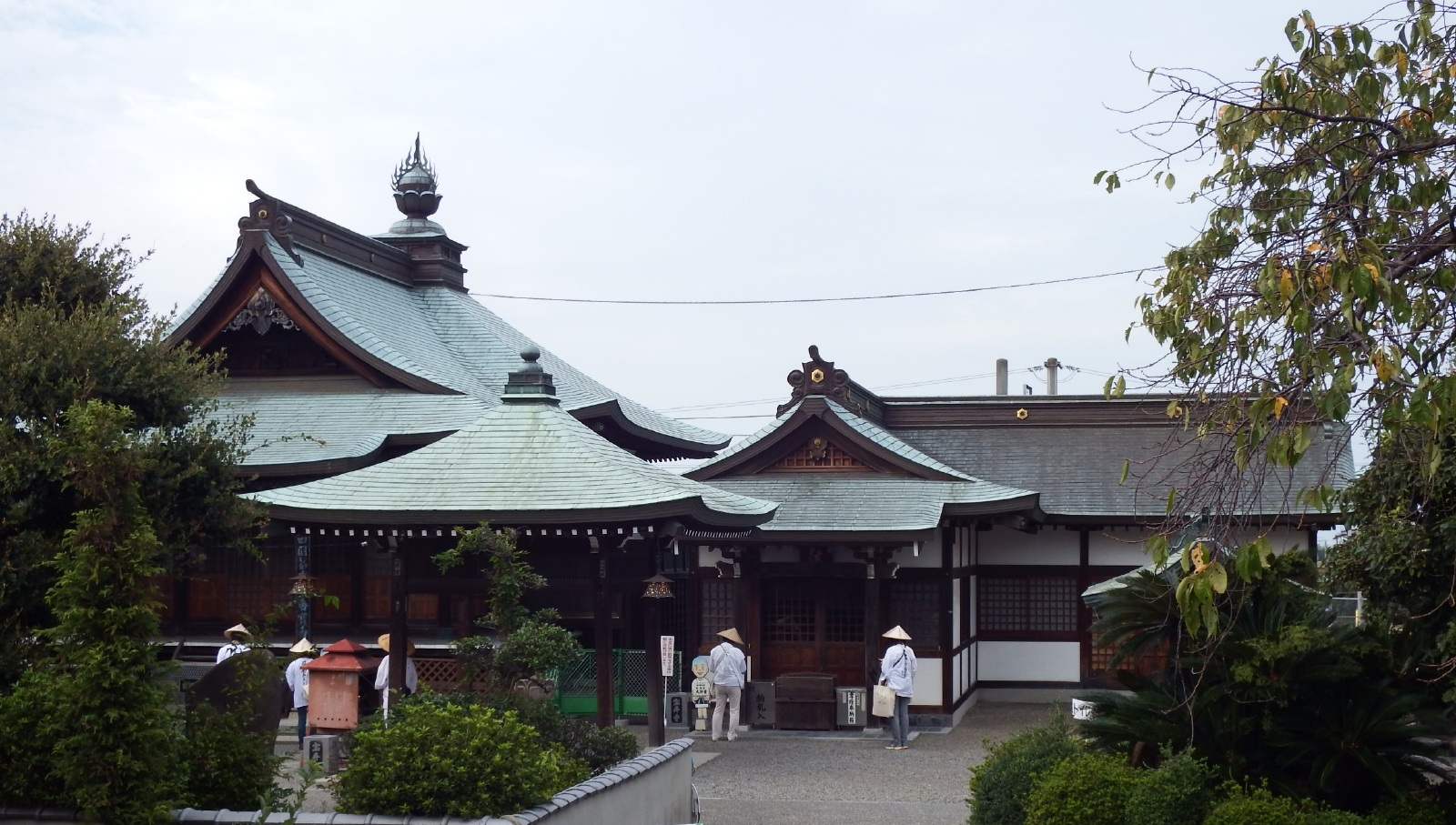
Tempelanlage
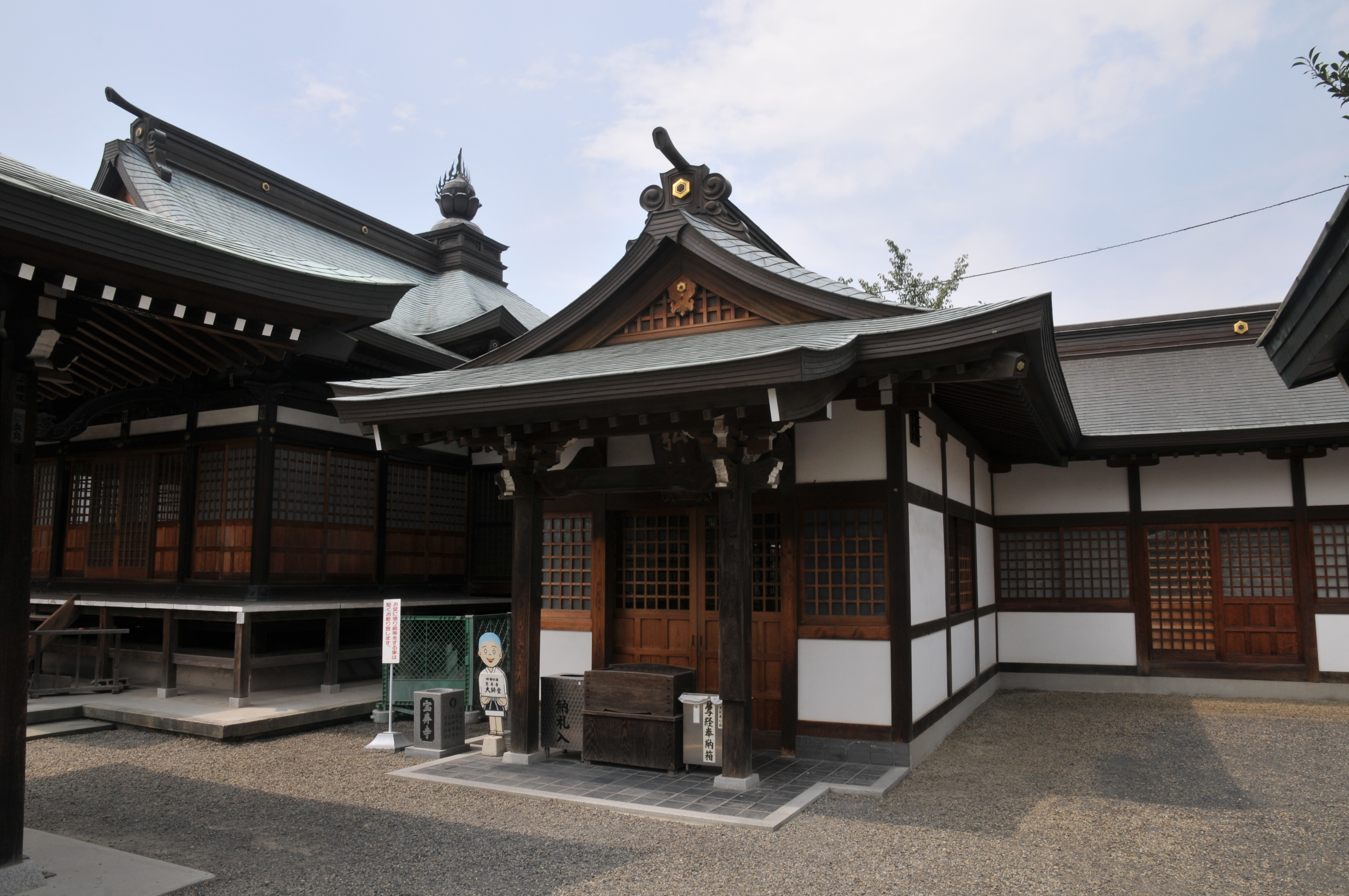
Daishidō